# Новая Башкарка
Новая Башкарка — деревня в Пригородном районе Свердловской области России. Входит в муниципальный округ Горноуральский, управляется Башкарской территориальной администрацией.
Ранее деревня входила в состав Башкарского сельсовета Пригородного района.

## Население
| 2002 | 2010 | 2021 |
| ---- | ---- | ---- |
| 169  | ↘95  | ↘42  |

## География
Деревня Новая Башкарка расположена к востоку от Уральских гор, в 60 километрах к юго-востоку от Нижнего Тагила (в 77 километрах по автодороге), по обоим берегам реки Башкарки. В черте села река образует небольшой пруд.